# أبهل
الأَبْهَل أو إبهل أو شجرة الله أو الضبر أو هفرس أو جوز الأيهل أو صفينة أو سفينة أو ديودار  (الاسم العلمي: Juniperus sabina) هو نوع أشجار من جنس العرعر والفصيلة السروية، يبلغ ارتفاعها بين متر واحد و4 أمتار.
هي شجرة صغيرة دائمة الخضار تزهر في فصل الصيف لديها اغصان متراصة مغطاة بأوراق دقيقة شائكة تشبه بشكلها اوراق نبتة السرو. تنمو عليها أزهار خضراء صغيرة طحلبية تتبعها حبوب سوداء صغيرة منبطحة.
يستخلص منها مطهر قوي، لها اعراض جانبية ومفعول قوي على المسالك البولية إذا استعمل بالطريقة الخاطئة ومن دون توخي الحذر. وقد استعملته النساء الشريرات سابقا لأهداف سفيهه.

## مكان تواجدها
موطنها الاساسي في أوروبا الجنوبية والولايات الشمالية الأمريكية، لكن حديثا أصبحت تزرع في حدائق المنازل.

## الفوائد الطبية
يستعملها احيانا الجراحين كمنظف ومطهر للقروح المزمنة الملتهبة والفاسدة، بواسطة استعمالها كغسول، كمادات، دهون أو مسحوق ممزوج بالعسل.
أيضا هي مادة مدمرة للطمث بقوة وتسبب الاجهاض واسقاط الأجنة وتنفع أيضا في قتل الدود عند الأطفال (بمزج العصير بالحليب وتحليته بالسكر حسب الرغبة)

## الاستعمال الحديث
لم يعد يستعمل الابهل للاستعمال الداخلي لانه غير آمن ولا يمكن توقع مضاعفاته. يؤذي المسالك المعوية ويسبب التهاب للمعدة والامعاء. من الممنوع استخدامه أثناء الحمل وذلك خوفا لاجاض الجنين.
يمكن استعماله خارجيا في الدهون لتسهيل الافرازات من البثور ولاذابة الثآليل.

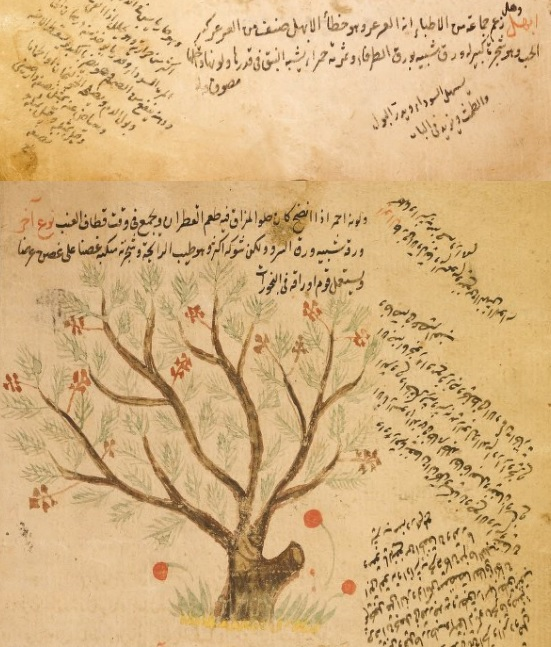
اقتباس من صفحتين، من مخطوط عربي عن النبات مجهول المؤلف، بهما تعريف ورسم لشجرة الأبهل.

## تركيب الزيت العطري
يحوي الزيت العطري لنبات الأبهل على مركب سابينين في تركيبته.